# Aarhus Lydstudie
Aarhus Lydstudie er et dansk pladestudie startet i 2007, beliggende i Aarhus V.

## Ekstern henvisning
- arhus Lydstudie